# Анфимов, Яков Афанасьевич
Яков Афанасьевич Анфимов (29 октября 1852, Севск, Орловская губерния — 11 февраля 1930, Тифлис) — русский и советский психиатр и невропатолог.

## Биография
Яков Афанасьевич Анфимов родился 29 октября 1852 года в Российской империи в городе Севске Орловской губернии в богопослушной семье православного священнослужителя. Отец Якова, по просьбе рабочих-прихожан, написал жалобу на местного промышленника, который ради корысти всячески притеснял трудящихся, однако больше всех от этой челобитной пострадал сам священник, ибо местный архиерей, будучи в приятельских отношениях с фабрикантом, сослал строптивого коллегу в отдалённый приход, где, в особенности после смерти главы, семью ждали многие лишения и нищета. Яков Анфимов, по окончании духовной семинарии, отказался идти по стопам отца и решил всецело посвятить себя медицине. С этой целью юноша направился в столицу Российской империи город Санкт-Петербург.
В 1873 году Я. А. Анфимов поступает в Санкт-Петербургский университет на естественное отделение физико-математического факультета, где среди его учителей были такие выдающиеся русские учёные, как Александр Бутлеров, Дмитрий Менделеев и Иван Сеченов. Во время обучения он познакомился с Иваном Павловым, с которым у него завязывается дружба, которую коллеги пронесли через всю жизнь.
После успешного окончания Петербургского университета Яков Афанасьевич Анфимов был назначен преподавать естествознание в город Оренбург. Однако вскоре, всё тот же архиерей, который сослал его отца, написал донос на Анфимова, как на «политически неблагонадёжного», и власти отстраняют его от преподавания. Возможно это поставило бы крест на карьере учёного, однако на помощь ему пришел студенческий товарищ, будущий академик Михаил Яновский, вместе с которым они поступили сразу на третий курс столичной Медико-хирургической академии, по окончании которой Я. А. Анфимов был распределён на Кавказ ординатором в Тифлисский военный госпиталь.
В 1885 году, по настоянию супруги приезжает в Санкт-Петербург, чтобы подготовиться к экзамену на звание профессора. В столице Анфимов устроился на работу в клинику к профессору невропатологии Мержеевскому, где и подготовил свою диссертацию. Помимо этого немало времени потратил на обучение Л. В. Блуменау, который позднее стал профессором и медицинским светилом, оставившим после себя ряд сочинений внёсший немалый вклад в развитие мировой психиатрии. С 1885 по 1892 год Анфимов работает ординатором, затем ассистентом, затем (по защите докторской диссертации), приват-доцентом кафедры психических и нервных болезней ВМА.
С 1892 по 1894 год заведует кафедрой психиатрии и невропатологии в Томском университете. С 1894 по 1919 год возглавляет кафедру нервных и душевных болезней в Харьковском университете. Согласно существовавшим в российских университетах правилам, профессора, после 25-летнего преподавания обязаны были уступить кафедру; поэтому Яков Афанасьевич Анфимов переезжает, по приглашению своих бывших учеников, в Грузию, где начинает преподавать в Тбилисском государственном университете, в котором проработал до самой кончины.
Профессор Яков Афанасьевич Анфимов умер в столице Грузинской Советской Социалистической Республики (ГССР) городе Тбилиси 11 февраля 1930 года и был с почестями похоронен в Дидубийском пантеоне, где похоронены многие из известных писателей, артистов, учёных и национальных героев Грузии, что явилось последней данью уважения этому выдающемуся медику.

## Избранная библиография
- «К вопросу о болезни Morvan’a» («Вестник психиатрии и невропатологии», часть IX);
- «К вопросу об электровозбудимости нервно-мышечного аппарата у душевно- и нервнобольных» («Вестник Психиатрии», 1889);
- «Сознание и личность при душевных болезнях»;
- «Психофизиология речи»;
- «Словесная слепота»;
- «Периодическая усталость и периодические психозы»;
- «Волчий голод»;
- «О невритах, полиневритах и восходящем параличе Landry в связи с учением о невронах» («Труды харьковского медицинского общества», 1897);
- «О гальванической реакции двигательных нервов человека при включении в цепь больших сопротивлений»,
- «О сосудисто-двигательных нервах»,
- «Об изменениях в центральной нервной системе при лакировании кожи животных»,
- «О периодических нервных и душевных расстройствах в связи с возможными теллурическими и космическими влияниями лучистой материи»,
- «О психопатологии сознания».